# Philomeces thomensis
Philomeces thomensis är en skalbaggsart som först beskrevs av Aurivillius 1910.  Philomeces thomensis ingår i släktet Philomeces och familjen långhorningar.
Artens utbredningsområde är São Tomé. Inga underarter finns listade i Catalogue of Life.